# I Chewing Gum
I Chewing Gum sono stati un gruppo musicale di musica beat italiana e psichedelia degli anni sessanta, considerati in seguito tra i massimi esponenti di quello che verrà poi definito dalla critica come garage bitt e da una parte della critica come precursori del rock progressivo italiano.

## Storia

### 1964-1966: I primi passi come Black Angels
Il gruppo nacque a Firenze nel 1964 con il nome Black Angels con la band originaria che era composta da Flavio Cucchi, Silvano Manno, Richard Ursillo e Enzo Manno; inizialmente ne faceva parte anche Mario Marzocchi che lascerà nel 1967 per motivi personali. Fu di questo primo periodo l'intensa attività concertistica in locali di tutti i tipi, che li vide temporaneamente anche arruolare il chitarrista statunitense Kenny Sellers.

### 1967-1968: I Chewing Gum
Fattisi notare grazie alle esibizioni dal vivo, ottengono un contratto con la RCA Talent, con cui la band cambia nome in "I Chewing Gum". Nel giugno 1967, con l'apporto del nuovo manager Moreno Polidori, ottengono un contratto per esibirsi in tournée a Ginevra per una settimana ed in Francia, nelle vicinanze di Bordeaux, a Royan e Pontaillac per venti giorni, ottenendo un notevole successo.
Nel 1968 I Chewing Gum pubblicarono il loro singolo intitolato Senti questa chitarra/Tu sei al buio (RCA Talent), che verrà considerato in seguito come uno degli apici del genere garage bitt italiano.
Il gruppo si sciolse nel 1968, poco dopo la pubblicazione del 7".

### I Chewing Gum dopo i Chewing Gum
Flavio Cucchi formerà con Franco Falsini dei Sensations' Fix il gruppo Le Madri Superiori, con cui registreranno un album rimasto poi inedito.
Il loro Senti questa chitarra, verrà incluso in 60's Beat Italiano Vol. 1, compilation statunitense che ha il merito di attirare l'attenzione sul garage bitt italiano degli anni sessanta. La ristampa su CD, edita dalla Get Hip Records, includerà anche Tu sei al buio.

## Formazione
- Flavio Cucchi: chitarra solista, voce
- Silvano Manno: chitarra ritmica, voce
- Richard Ursillo: basso, voce
- Enzo Manno: batteria

## Discografia

### Singoli
- 1968 - Senti questa chitarra/Tu sei al buio

### Compilazioni
- 1989 - 60's Beat Italiano Vol. 1 - con il brano Senti Questa Chitarra (Direct Hit Records)
- 60's Italian Beat Resurrection! Volume Two !?! (Destination X Records)
- 2003 - Mondo Beat -  con il brano Tu sei al buio (DeAgostini)
- 2003 - Ragazzi di strada - con il brano Senti Questa Chitarra (DeAgostini)
- 2018 - Cornflake Zoo Episode 14 - con il brano Listen to the Guitar (Particles)